# Euophrys uralensis
Euophrys uralensis är en spindelart som beskrevs av Logunov, Cutler, Marusik 1993. Euophrys uralensis ingår i släktet Euophrys och familjen hoppspindlar. Inga underarter finns listade i Catalogue of Life.